# Хили (вулкан)
Хили (англ. Healy) — подводный вулкан, расположенный среди островов Кермадек в Новой Зеландии в 320 км к северо-востоку от острова Уайт-Айленд. Вулкан представляет собой слоистый вулканический комплекс длиной 15 км и шириной 7 км с центральным сооружением, вершина которого находится на глубине 1150 метров. Основная кальдера, размерами 3 × 4 км, расположена в северо-восточной части комплекса. Внешняя сторона вулкана содержит пирокластические отложения, илистые пески и отдельные блоки породы. Дно кальдеры, гладкое и ровное, находится на глубине 1660—1690 метров, что на 250—400 метров ниже краёв кальдеры. На дне, стенках и склонах кальдеры имеются отложения риодацитовой пемзы. В нижней части южной стенки кальдеры наблюдается гидротермальная активность. Вторая, меньшая, кальдера лежит к юго-западу, а побочный конус Коттон, находящийся на юго-западном конце вулканического комплекса Хили, поднимается до глубины 980 метров.
Последнее крупное извержение Хили, достигавшее 5 баллов по шкале VEI, произошло около 1360 года и сформировало нынешнюю кальдеру. Следы этого извержения в виде отложений пемзы были обнаружены на берегах Северного острова Новой Зеландии. Кроме того, пемза, найденная в таком удалённом районе, как острова Чатем, в 650 км к востоку от Новой Зеландии, химически и текстурно похожа на пемзовые отложения кальдеры Хили и могла быть выброшена тем же извержением.